# Dracaena draco
L'albero del drago (Dracaena draco L.) è una pianta arborea monocotiledone appartenente alla famiglia delle Asparagacee, endemica della Macaronesia. È il simbolo vegetale di Tenerife.

## Descrizione

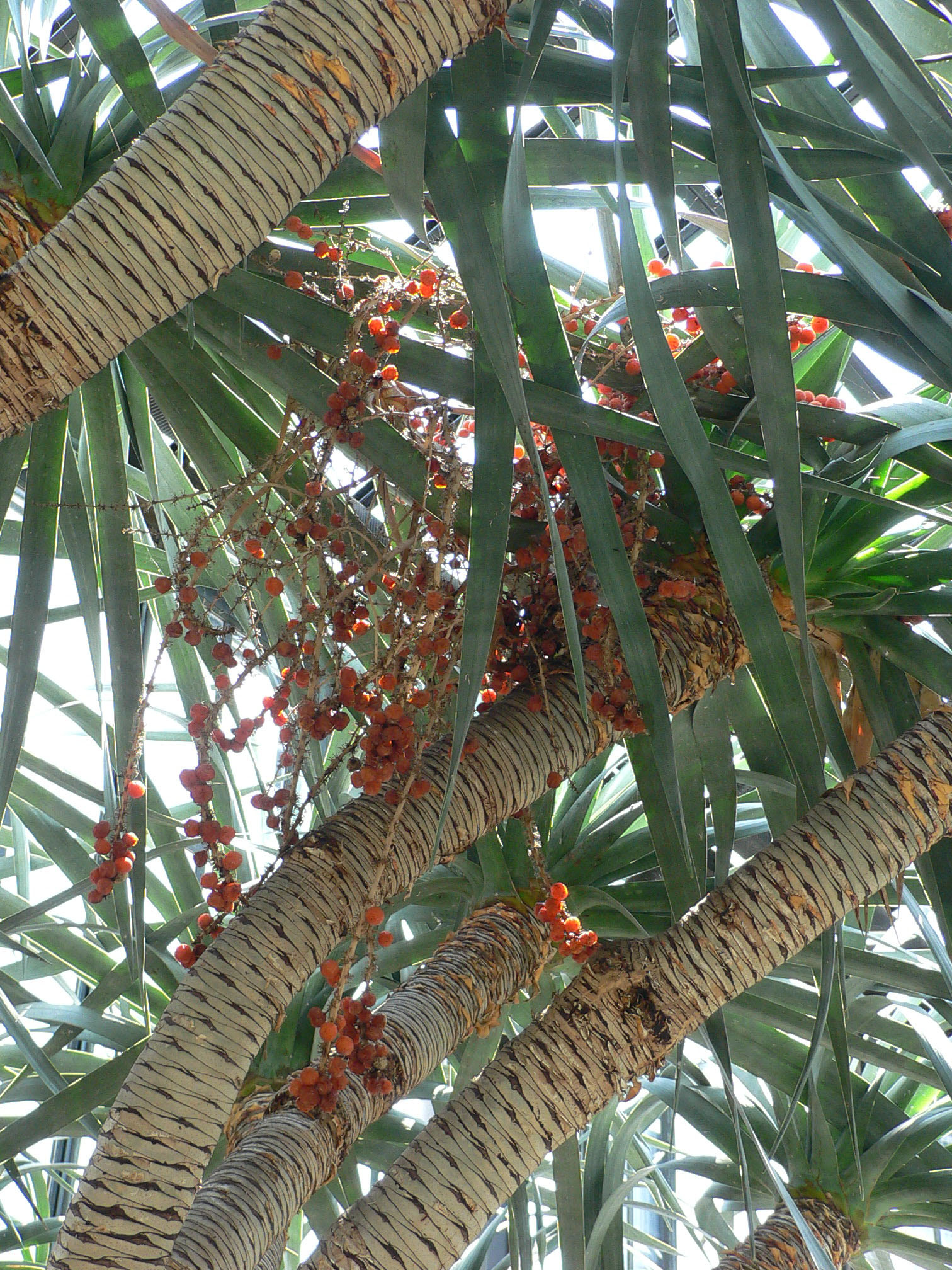
Frutti

È una pianta a portamento arbustivo che può tuttavia raggiungere anche i 20 metri di altezza.
Il tronco è di colore grigio scuro e si divide dicotomicamente in rami che terminano con rosette di foglie coriacee, lanceolate, di colore verde glauco, disposte a formare una chioma a forma di ombrello.
I fiori, che sorgono da racemi terminali, sono bianco-verdastri.
I frutti, di dimensioni di 1-1,5 cm, sono carnosi, tondeggianti e di colore arancione.
Ha una crescita lenta, e impiega circa un decennio per raggiungere l'altezza di 1 m.
Essendo una monocotiledone, Dracaena draco non mostra anelli annuali e l'età può essere stimata solo in base al numero di suddivisioni dei rami.
Gli esemplari più antichi si ritiene possano essere millenari; il più antico esemplare vivente si trova a Icod de los Vinos, nella zona nord-occidentale di Tenerife.

## Distribuzione e habitat
È endemica nelle Isole Canarie, dove la popolazione complessiva è ridotta a poche centinaia di esemplari, delle isole di Capo Verde (specialmente a São Nicolau, dove si trovano circa cento esemplari, e a Santo Antão) e di Madera, dove ne restano solo pochi esemplari selvatici. A Tenerife, presso Icod de los Vinos, si trova il "Drago millenario" un esemplare molto antico anche se non se ne conosce l'età esatta; la pianta è molto conosciuta e rappresenta un'attrazione turistica. 

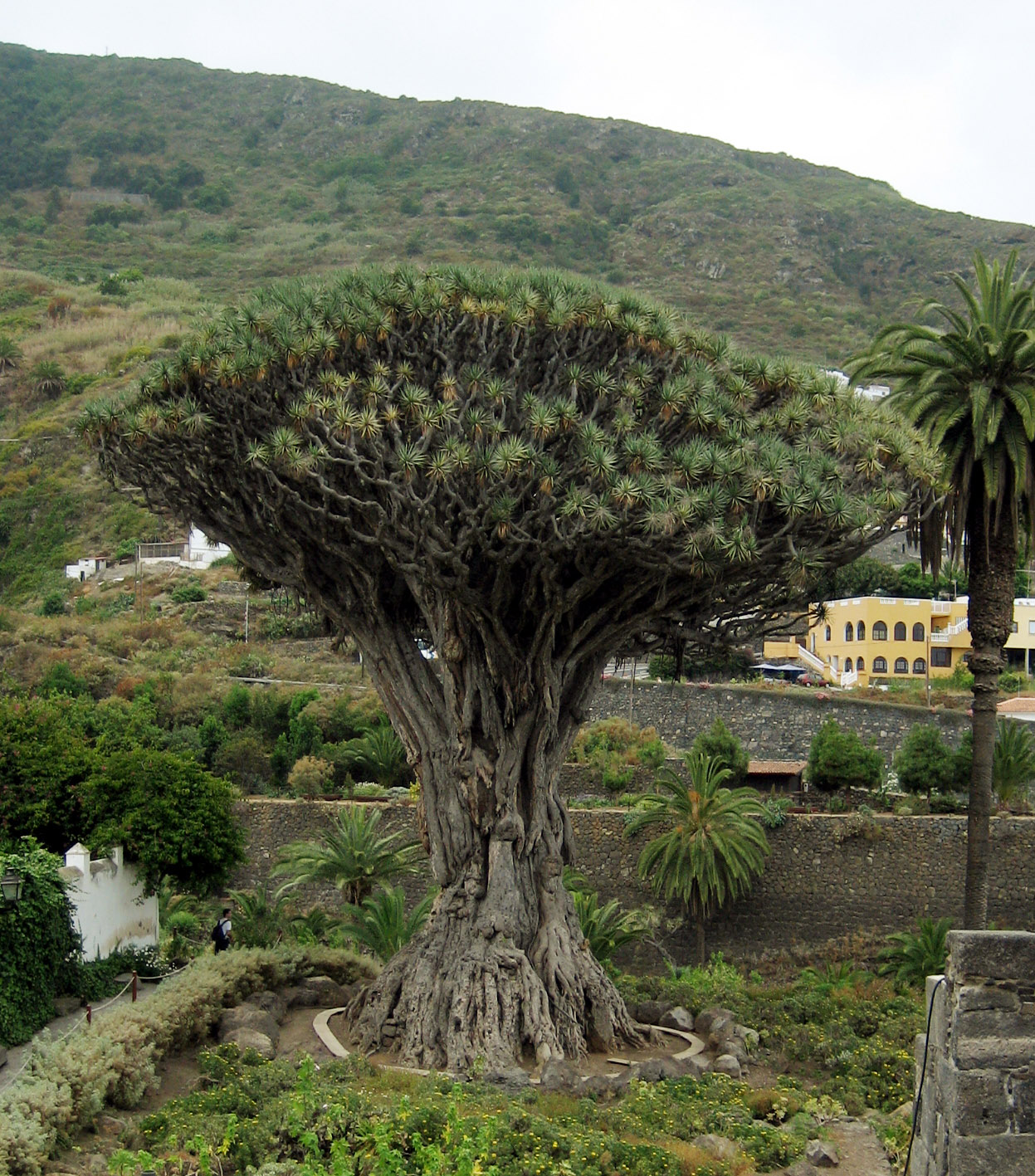
Dracaena draco millenaria di Icod de los Vinos, Tenerife

Si trovano degli esemplari di pianta del drago nell'orto botanico di Palermo e Catania.
Sono presenti due esemplari nei Giardini di Villa Ormond a Sanremo.
Di recente è stata individuata una sottospecie (Dracaena draco subsp. ajgal), diffusa in Marocco, nella regione di Anezi, sui monti dell'Anti-Atlante, dove è presente una colonia di alcune migliaia di esemplari.
Presso il Monte Tauro, all'interno del Parco archeologico del teatro antico di Taormina, è stata individuata una popolazione spontanea costituita da circa cento esemplari di cui alcuni secolari.

## Tassonomia
La classificazione tradizionale (sistema Cronquist) assegna il genere Dracaena alla famiglia Agavaceae, ordine Liliales.
 La classificazione APG IV (2016), che si avvale delle recenti ricerche genetiche, colloca il genere Dracaena nella sottofamiglia Nolinoideae delle Asparagaceae (ordine Asparagales).

## Conservazione
La Lista rossa IUCN classifica Dracaena draco come specie in pericolo di estinzione (Endangered).

## Utilizzi
Per i Guanci, le popolazioni indigene delle Isole Canarie, questo albero possedeva proprietà magiche. Quando la corteccia o le foglie vengono recise, secernono una resina che ossidandosi assume una colorazione rossastra, conosciuta come sangue di drago. Il sangue di drago era già noto agli antichi Romani, che lo utilizzavano come colorante, e nel Medioevo era molto ricercato da maghi e alchimisti che gli attribuivano virtù terapeutiche. Nel XVIII secolo era utilizzato come mordente per il mogano. La pianta ha quindi usi affini a quelli di un suo lontano parente, la Dracaena cinnabari, che vive sull'isola di Socotra (tra lo Yemen e il Corno d'Africa), dove è stata sfruttata da secoli per la produzione di sangue di drago e altre essenze.